# Dainius Zubrus
Dainius Gintas Zubrus (russisch Дайнюс Гинтасович Зубрус Dainjus Gintassowitsch Subrus; * 16. Juni 1978 in Elektrėnai, Litauische SSR) ist ein ehemaliger litauischer Eishockeyspieler, der im Verlauf seiner aktiven Karriere zwischen 1995 und 2016 unter anderem 1399 Spiele für die Philadelphia Flyers, Canadiens de Montréal, Washington Capitals, Buffalo Sabres, New Jersey Devils und San Jose Sharks in der National Hockey League auf der Position des Centers bestritten hat. Zubrus gilt als einer der besten litauischen Eishockeyspieler aller Zeiten. Sein Bruder Audrius war ebenfalls litauischer Nationalspieler.

## Karriere
Dainius Zubrus begann seine Karriere als Eishockeyspieler in der Jugendabteilung des SC Energija in seiner Geburtsstadt Elektrėnai. Nachdem er beim CHL Import Draft 1995 als insgesamt 40. Spieler und erster Litauer in der Geschichte dieses Drafts von Titan Collège Français de Laval gezogen worden war, ging er schon als Jugendlicher nach Nordamerika, spielte in der Saison 1995/96 aber nicht für seinen Draftverein, sondern bei den Pembroke Lumber Kings in der kanadischen Juniorenliga Central Junior A Hockey League und beendete die gleiche Spielzeit bei den Caledon Canadians aus der MTJHL. Anschließend wurde er im NHL Entry Draft 1996 in der ersten Runde als insgesamt 15. Spieler von den Philadelphia Flyers ausgewählt. Zur Saison 1996/97 erhielt er einen Vertrag bei den Flyers, für die er am 5. Oktober 1996 sein Debüt in der National Hockey League im Spiel gegen die Florida Panthers, wobei er zudem sein erstes NHL-Tor erzielte. Mit den Flyers erreichte er in seinem Rookiejahr, in der er von Beginn an zum Stammkader gehörte, das Stanley-Cup-Finale, das Philadelphia allerdings glatt in vier Spielen gegen die Detroit Red Wings verlor.

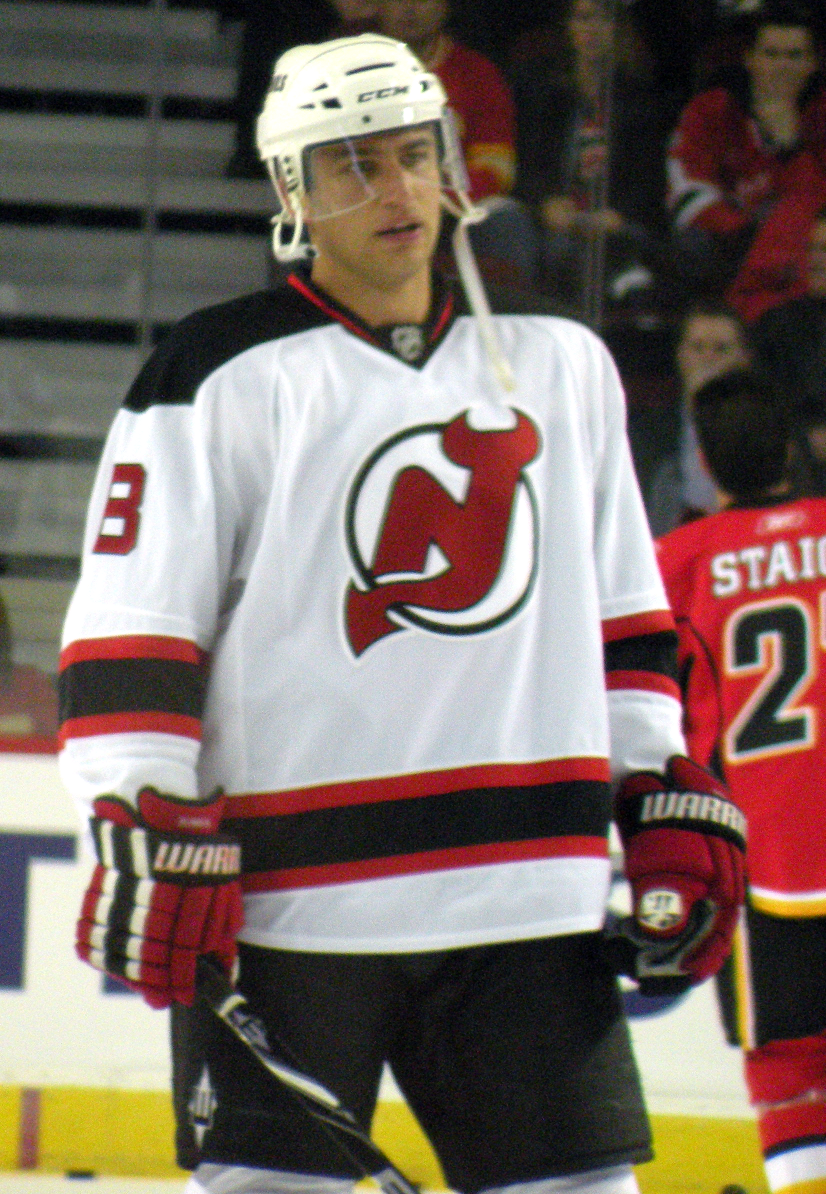
Zubrus im Dress der New Jersey Devils

Die Flyers transferierten Zubrus am 10. März 1999 zusammen mit einem Zweitrundenwahlrecht für den NHL Entry Draft 1999 und einem Sechstrundenwahlrecht für den NHL Entry Draft 2000 im Tausch gegen Mark Recchi zu den Montréal Canadiens. Am 14. Oktober 2000 erzielte der Litauer seinen ersten NHL-Hattrick in der Partie gegen die Chicago Blackhawks. Zur Saison 2000/01 wurde er zusammen mit Trevor Linden für Richard Zedník und Jan Bulis an die Washington Capitals abgegeben. Während des Lockouts in der NHL verbrachte er die Saison 2004/05 zusammen mit seinem Teamkollegen Alexander Sjomin beim HK Lada Toljatti in der russischen Superliga.
Während der Spielzeit 2006/07 spielte er in einer Reihe mit Alexander Owetschkin und Alexander Sjomin, wurde aber kurz vor Transferschluss zusammen mit Timo Helbling zu den Buffalo Sabres transferiert. Die Capitals erhielten im Gegenzug einen Erstrunden-Draftpick für den NHL Entry Draft 2007 und Jiří Novotný. Mit den Sabres zog er in den Playoffs bis ins Finale der Eastern Conference ein, scheiterten dort jedoch an den Ottawa Senators.
Im Sommer 2007 unterschrieb er bei den New Jersey Devils einen Sechsjahresvertrag. Mit den Devils scheiterte er anschließend drei Mal in Folge in der ersten Playoff-Runde, in den Spielzeiten 2010/11, 2012/13 und 2013/14 verpasste er diese mit New Jersey sogar ganz. Lediglich in der Saison 2011/12 erreichte Zubrus mit seinem Team die Play-offs und war dort umso erfolgreicher: Durch Erfolge über die Florida Panthers (4:3 Siege), die Philadelphia Flyers (4:1) und im Conference-Finale gegen die New York Rangers (4:2) erreichte Zubrus erstmals in seiner Karriere das Finale um den Stanley Cup, das dann jedoch mit 2:4 Siegen gegen die Los Angeles Kings verloren ging.
Nach der Saison 2014/15 und insgesamt acht Jahren bei den Devils erhielt Zubrus keinen neuen Vertrag mehr. In der Folge schloss er sich im November 2015 den San Jose Sharks an, bei denen er einen Einjahresvertrag unterzeichnete und auf Cheftrainer Peter DeBoer trifft, mit dem er bereits mehrere Jahre in New Jersey zusammengearbeitet hatte.

### International
Zunächst spielte Zubrus für die russische Eishockeynationalmannschaft beim World Cup of Hockey 2004, entschied sich jedoch bei der Weltmeisterschaft der Division I 2005 für die litauische Nationalmannschaft aufs Eis zu gehen. Dies war möglich, da alle in der damaligen UdSSR geborenen Spieler sowohl für Russland, als auch für das Land, auf dessen Staatsgebiet sich dessen Geburtsort heute befindet, spielberechtigt sind. Auch 2014 spielte er für Litauen in der Division I und führte seine Mannschaft als Kapitän auf das Eis. Er war Topscorer und bester Vorlagengeber der B-Gruppe und wurde folgerichtig auch zum besten Stürmer des Turniers gewählt. Vier Jahre später war er bei der Weltmeisterschaft 2018 erneut Kapitän der Litauer und führte sie zum erstmaligen Aufstieg aus der B- in die A-Gruppe der Division I, wozu er als bester Vorlagengeber des Turniers maßgeblich beitrug. Die Weltmeisterschaft 2019 bestritt Zubrus ebenfalls und wurde dort zum besten Spieler seiner Mannschaft gewählt.

## Erfolge und Auszeichnungen
- 2013 Orden für Verdienste um Litauen
- 2014 Bester Stürmer der Weltmeisterschaft der Division I, Gruppe B
- 2014 Topscorer der Weltmeisterschaft der Division I, Gruppe B
- 2014 Bester Vorlagengeber der Weltmeisterschaft der Division I, Gruppe B
- 2018 Aufstieg in die Division I, Gruppe A, bei der Weltmeisterschaft der Division I, Gruppe B
- 2018 Bester Vorlagengeber der Weltmeisterschaft der Division I, Gruppe B

## Karrierestatistik

### International
| Vertrat Russland bei: - World Cup of Hockey 2004 | Vertrat Litauen bei: - Weltmeisterschaft der Division I 2005 - Weltmeisterschaft der Division IB 2014 - Weltmeisterschaft der Division IB 2018 - Weltmeisterschaft der Division IA 2019 |

(Legende zur Spielerstatistik: Sp oder GP = absolvierte Spiele; T oder G = erzielte Tore; V oder A = erzielte Assists; Pkt oder Pts = erzielte Scorerpunkte; SM oder PIM = erhaltene Strafminuten; +/− = Plus/Minus-Bilanz; PP = erzielte Überzahltore; SH = erzielte Unterzahltore; GW = erzielte Siegtore; 1 Play-downs/Relegation; Kursiv: Statistik nicht vollständig)